# Палац Дідушицького в Єзуполі
Палац Дідушицького — історична пам'ятка місцевого значення в Україні в смт. Єзупіль Тисменицького району Івано-Франківської області.                  

### Відомості
Палац був збудований в XIX ст. Войцех Дідушицьким.
Палац знаходиться на старому замчищі, довкола нього добре помітні сліди мурів. Біля палацу розкинувся парк, в якому ще досі ростуть екзотичні рослини: леродендрон (тюльпанове дерево) та ґінкго. В 1914 р. палац було зруйновано внаслідок бойових дій між австро-угорською і російською арміями. 
Під час окупації містечка росіянами, палац було розграбовано. По завершенню військових дій, в повному обсязі відновити резиденцію не вдалось — було втрачено одне з крил палацу.

### Архітектура
В головному корпусі маєтку Дідушицького сьогодні створені житлові кімнати, на території старого парку встановлений монумент воїнам, що загинули 1941–1945 роках. Тут також влаштовані гойдалки.

### Сучасний стан
Зараз у палаці з 1957 року розміщений обласний дитячий психоневрологічний санаторій. До цього тут навіть був райком компартії.